# Sympherobius humilis
Sympherobius humilis is een insect uit de familie van de bruine gaasvliegen (Hemerobiidae), die tot de orde netvleugeligen (Neuroptera) behoort. 
Sympherobius humilis is voor het eerst wetenschappelijk beschreven door Navás in 1914.